# Hraniční strom

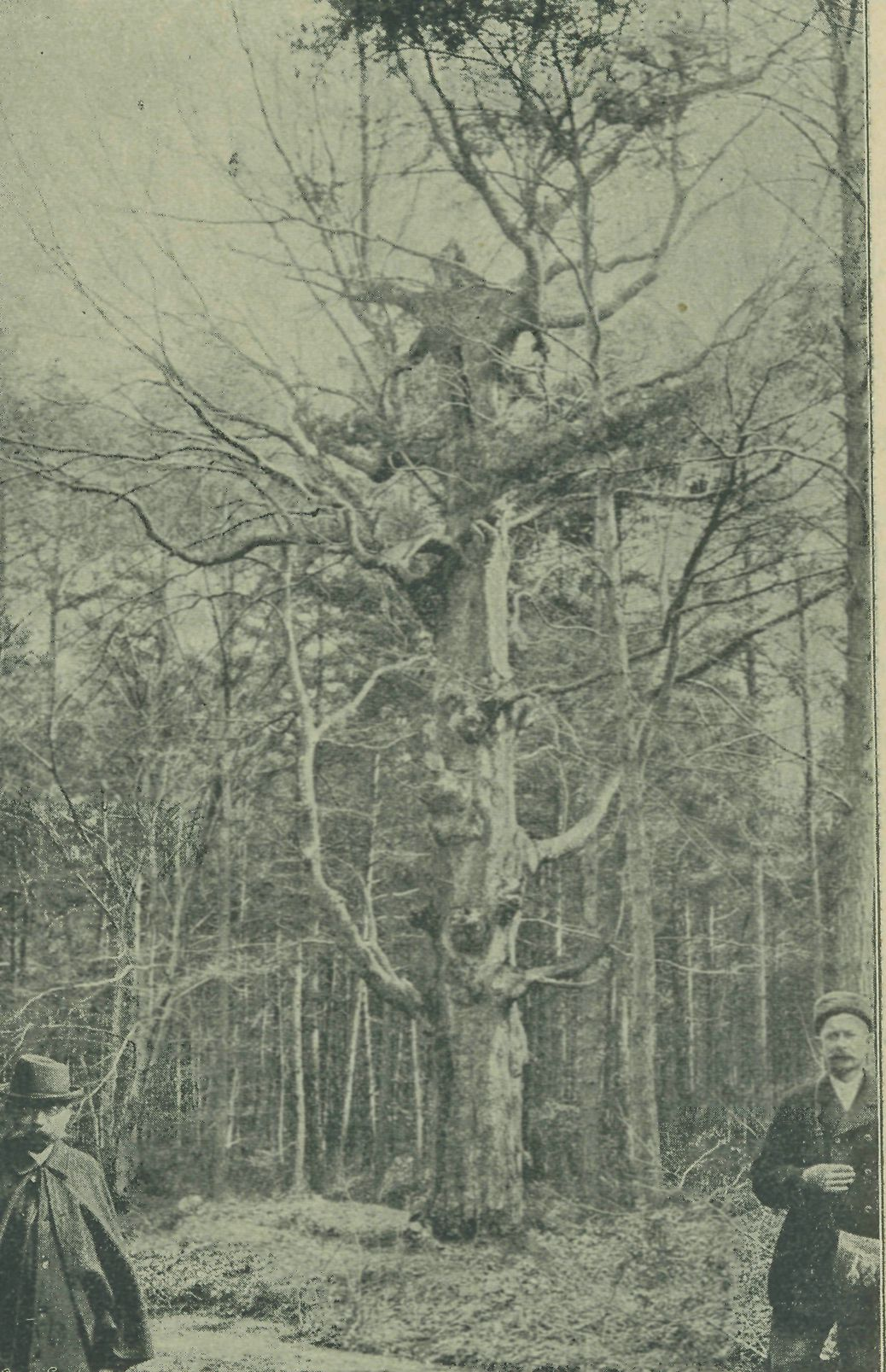
Hraniční buk v polesí Přerubenice
historický snímek (Jan Vilím)
kolem roku 1900

Hraniční stromy v dřívějších dobách vyznačovaly hranice pozemků či území. Mohlo jít o zahrady dvou sousedů, hranice polí či pastvin, vymezení panství až po hranice různých zemí. V dnešní době už značení tohoto typu není obvyklé. Hraniční stromy, které se dožily současnosti, jsou většinou vyhlášené jako památné nebo považované za významné.

## Charakteristika
Hraniční stromy mohly být cíleně vysazované, ale často byl využit stávající porost. Pro označení stromu se používalo rozličných metod, nejčastěli tzv. líhy neboli lízy, které byly vypáleny nebo vyřezány do kůry. Často se používaly symboly kříže, kalichu, nebo střely, uváděla se i jména, letopočty a podobně. Někdy se do kmenů zarážely hřeby. Menšík jako doporučení ze 16. století uvádí, aby byly lizovány především staré stromy, neboť na mladších znamení obvykle zaroste.
S ohledem na konkrétní polohu a trvanlivost stromu se obvykle využívaly duby, habry, břízy, jedle, smrky, borovice, jasany a vrby. Poslední pak na zvlášť vlhkých loukách a pastvinách.
Stromy vyznačující zvlášť významná rozmezí byly přísně chráněny. Budislavskou hraniční jedli, která oddělovala novohradské a libomyšelské polesí, roku 1749 porazil a ukradl mlynář z Kamenného Sedliště. Za trest musel na místo dokutálet mlýnský kámen. To se mu sice podařilo, ale vyčerpáním zemřel - roku 1880 byl ke kameni, který na místě zůstal, přistavěn kříž.

## Příklady hraničních stromů
- Hraniční buk v Cínovci - zaniklý, od roku 1537 vymezoval hranici Čech a Německa, roku 2007 vysazen nový
- Hraniční buk v Přerubenicích - hranice panství Touženínského (později Citolibského) a Mšeckého, zřejmě zaniklý
- Hraniční buk (Libná)
- Hraniční buk (Suchý Kámen)
- Hraniční hrušeň (Milevsko) - planá hrušeň na rozhraní zahrad Peterků (č. 309) a Votrubů, zřejmě zaniklá
- Hraniční jasany (Nedvězí) - uváděny roku 1735
- Jedle máti - hranice revíru Sommerwaldu u Břevnice u Havlíčkova Brodu, zřejmě zaniklá
- Smrk otec - hranice revíru Sommerwaldu u Břevnice u Havlíčkova Brodu, zřejmě zaniklý
- Teslínský buk - hranice věšínského polesí v Brdech
- Třípanská jedle - Jizerské hory, uváděna r. 1573, nahradil ji Třípanský sloup[2]
- Třívrchá jedle - hranice mezi Červenými Janovicemi a novodvorským panstvím
- Vejsův dub u Běchar - pozůstatky stromu uloženy v muzeu v Jičíně
- Buk na Starém Jelení - hraniční strom panství Jáchymov